# برادر کوچک (فیلم ۲۰۲۷)
برادر کوچک (به انگلیسی: Little Brother) یک فیلم کمدی، درام آمریکایی آماده اکران به کارگردانی مت اسپایسر با بازی جان سینا، اریک آندره و میشل موناهن است.

## خلاصه داستان
زندگی منظم یک مشاور املاک توسط برادر کوچکتر و عجیب و غریبش مختل می‌شود.

## ساخت
تصویربرداری اصلی در ژوئیه ۲۰۲۵ در نیوجرسی آغاز شد.